# Oliver Godfrey

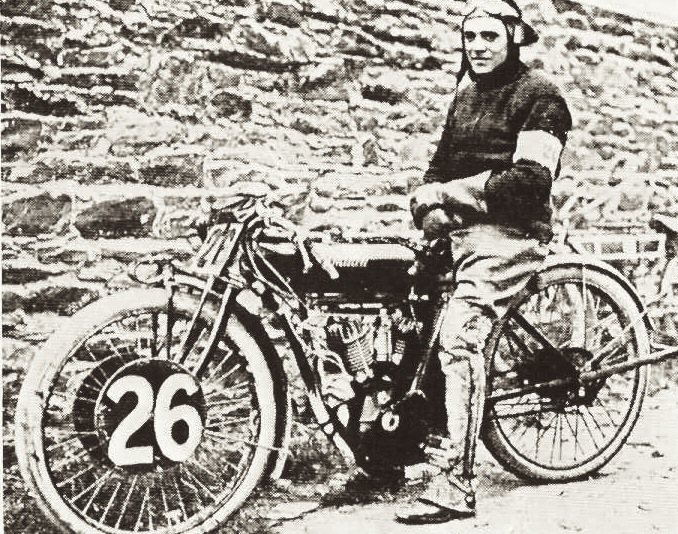
Oliver Cyril Godfrey op de Indian waarmee hij in 1911 de Isle of Man TT won.

Oliver Cyril Godfrey (Londen, 1887 - Cambrai, 1916) was een Brits motorcoureur. Hij won in 1911 de allereerste Senior TT klasse van de Tourist Trophy van Man.
Oliver Godfrey werd in 1887 in Londen geboren als zoon van een kunstschilder en graveur. Nog vóór 1901 verliet zijn vader het gezin en vertrok naar Australië. Uiteindelijk hertrouwde Mrs. Godfrey en toen hij in 1911 de TT won woonde Oliver nog steeds bij zijn moeder en stiefvader in Finchley, waar hij als paswerker werkte.

## Racecarrière
Al in 1907 nam Oliver Godfrey voor het eerst deel aan de tweecilinderklasse van de TT van Man met een 726 cc Rex. In dat jaar viel hij uit samen met zijn teamgenoot Frank A. Applebee. In 1908 werd hij achtste in de eencilinderklasse met een Triumph. In 1909 waren de één- en tweecilinders bij elkaar gevoegd, maar de tweecilinders mochten een grotere (750 cc) cilinderinhoud hebben dan de eencilinders (500 cc). Godfrey werd vierde met een Rex tweecilinder. In 1910 viel hij met de Rex uit. Tot die tijd reden de motorfietsen nog op de korte St John's Short Course omdat ze moeite hadden met de hellingen van de berg Snaefell. Vanaf 1911 veranderde dat omdat ze dankzij koppelingen en versnellingsbakken de berg wél konden nemen. In de Senior TT van 1911 reed Oliver voor Indian, dat een voorkeur had voor Britse coureurs die de 60 kilometer lange Snaefell Mountain Course beter kenden. Toch had Oliver een Canadese teamgenoot, Jake DeRosier, die in de training al zes ongelukken had gehad en - aan de leiding liggend - opnieuw viel op weg naar Ramsey. Godfrey vocht toen nog om de tweede plaats met Charlie Collier op zijn eigen merk Matchless. Collier moest onderweg tanken waardoor Oliver Godfrey won. Collier werd uiteindelijk gediskwalificeerd omdat hij niet getankt had bij een van de twee benzinedepots (Braddan Depot en Ramsey Depot). Oliver Godfrey bleef de volgende jaren voor Indian rijden. In 1912 nam hij niet deel aan de TT, in 1913 kwam hij niet aan de eindstreep, maar in 1914 werd hij tweede in de Senior TT achter Cyril Pullin met een Rudge en hij eindigde in dezelfde tijd van 4 uur, 39 minuten en 12 seconden als Howard R. Davies, (Sunbeam). Ook op het circuit van Brooklands was Godfrey succesvol. Samen met Frank A. Applebee zette hij een eigen motorzaak op: Godfreys Ltd, motorcycle retailers in Great Portland Street in Londen. In 1907 had hij al samen met "Pa" Applebee en diens zoon Frank voor Rex gereden. Het bedrijf bestond in de jaren zestig nog steeds, en men adverteerde zelfs met ervaring in alle aspecten van de motorfietshandel "Including winning the 1911 en 1912 TT's". Frank Applebee had immers met een Scott de Senior TT van 1912 gewonnen.

## Eerste Wereldoorlog
Toen de oorlog uitbrak werd Oliver Godfrey piloot bij het Royal Flying Corps. Hij diende bij het 27 Squadron dat in maart 1916 in Frankrijk aankwam en vanaf juni 1916 bij Fienvillers gestationeerd werd. Het vloog uitsluitend met de Martinsyde G100 "Elephant".  In juli, toen Oliver Godfrey zich bij het Squadron voegde, was alles nog vrij rustig. De Martinsyde G100 was ongeschikt als gevechtsvliegtuig, maar had een grote actieradius en werd daarom vooral ingezet als bommenwerper boven de vijandelijke vliegvelden van Bertincourt, Vélu en Hervilly. Vanaf het begin van de derde Slag aan de Somme op 15 september zette het eskadron de aanval in op het hoofdkwartier van Generaal-Veldmaarschalk Karl von Bülow, gevolgd door bombardementen op treinen bij Cambrai, Épehy en Ribécourt. In augustus 1916 waren de Luftstreitkräfte gereorganiseerd en waren er nieuwe jachteskadrons opgezet die ook nieuwe taktieken (de "Dicta Boelcke") toepasten. Jagdstaffel 2 was gestationeerd bij Lagnicourt en stond onder bevel van Oswald Boelcke zelf. Ook Manfred von Richthofen maakte er deel van uit. Op 16 september was het jachteskadron op sterkte, waarna het 27 Squadron het steeds moeilijker kreeg. Tijdens een bombardement met zes "Elephants" in Cambrai werd Oliver Godfrey neergeschoten, waarschijnlijk door Hans Reimann die in hetzelfde gevecht het leven verloor.